# Dinarthrum tridigittum
Dinarthrum tridigittum är en nattsländeart som beskrevs av Yang, Wang in Yang, Sun och Wang 1997. Dinarthrum tridigittum ingår i släktet Dinarthrum och familjen kantrörsnattsländor. Inga underarter finns listade i Catalogue of Life.